# Bro kultura

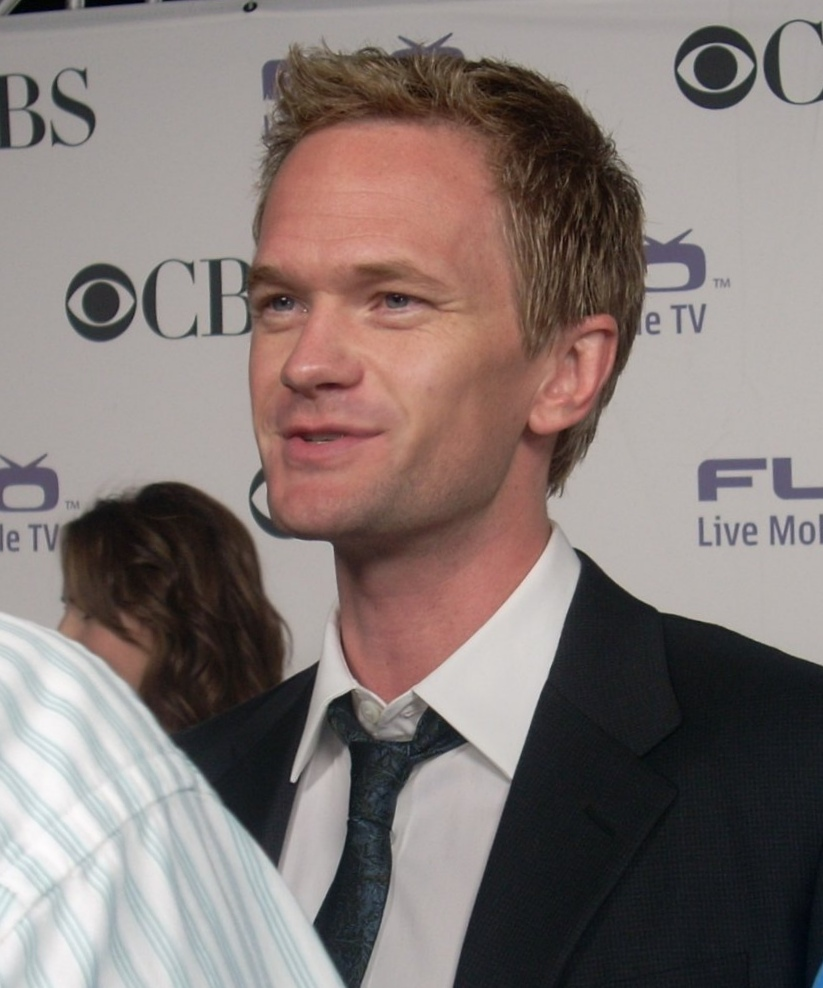
Neil Patrick Harris, známý jako postava Barney Stinson

Bro kultura (anglicky bro culture) je subkultura mladých lidí (původně mladých mužů, odtud „kultura bratrů“),. kteří tráví volný čas, pořádají večírky a baví se s podobně smýšlejícími osobami.  Původní obraz bro životního stylu je spojen se sportovním oblečením a univerzitními spolky, avšak neexistuje jednotná definice tohoto pojmu. Většina jeho aspektů se liší regionálně, například v Kalifornii, kde se prolíná se surfovou kulturou. Často se vztahuje k machismu, ale někdy zahrnuje i temnější formy „hypermaskulinity“, včetně „nadměrného pití alkoholu, sexismu a kultury znásilnění“. Oxfordské slovníky zaznamenaly, že bros se často sami identifikují s neologismy obsahujícími slovo „bro“ jako předponu nebo příponu. Postava Barneyho Stinsona z televizního seriálu Jak jsem poznal vaši matku je označována za archetypálního bro kulturního jedince.

## Bro kultura na pracovišti
Bro kultura na pracovišti je okamžitě rozpoznatelná. Jde o kulturu, kde dominují nadměrně sebevědomými a arogantními muži. Důkazy o její existenci zahrnují genderovou propast v odměňování a případy sexuálního obtěžování žen na pracovištích. Podle průzkumu PWC ženy čelí většímu ignorování ze strany nadřízených a pouze 26 % z nich se cítí oprávněných požádat o povýšení, zatímco u mužů je to 34 %. Alarmující je, že 61 % žen změnilo některé aspekty své osobnosti, aby se přizpůsobily pracovním podmínkám. Mezi běžné znaky „bro kultury“ patří preference mužů na vedoucích pozicích, nekonzistentní genderová propast v odměňování, nedostatečný respekt k rodičovské dovolené, ignorování nevhodných poznámek, nedostatek reakce na obavy žen a otevřená diskriminace. Tato situace poukazuje na pokračující nerovnost a přítomnost „bro kultury“ v byznysu, což je alarmující stav.